# 온세종학교
온세종학교는 세종특별자치시에 개교할 예정인 공립 각종학교이다.

## 연혁
- 2025년 9월 1일 : 세종캠퍼스고등학교 부지에 개교 예정[1]